# Diaphorus robustus
Diaphorus robustus är en tvåvingeart som beskrevs av Robinson 1975. Diaphorus robustus ingår i släktet Diaphorus och familjen styltflugor.
Artens utbredningsområde är Dominica. Inga underarter finns listade i Catalogue of Life.